# Mycosphaerella vivipari
Mycosphaerella vivipari är en svampart som tillhör divisionen sporsäcksvampar, och som först beskrevs av Georg Winter, och fick sitt nu gällande namn av Jens Wilhelm August Lind. Mycosphaerella vivipari ingår i släktet Mycosphaerella, och familjen Mycosphaerellaceae. Arten är reproducerande i Sverige.